# Unione Sportiva Avellino 1969-1970
Questa voce raccoglie le informazioni riguardanti l'Unione Sportiva Avellino nelle competizioni ufficiali della stagione  1969-1970.

## Rosa
| N. |                   | Ruolo | Calciatore\|                |
| -- | ----------------- | ----- | --------------------------- |
|    | Italia (bandiera) | P     | Carlo De Amicis             |
|    | Italia (bandiera) | P     | Roberto Negrisolo           |
|    | Italia (bandiera) | D     | Claudio Cattonar (capitano) |
|    | Italia (bandiera) | D     | Raffaele Genovese           |
|    | Italia (bandiera) | D     | Dante Lodrini               |
|    | Italia (bandiera) | D     | Giuseppe Rampini            |
|    | Italia (bandiera) | D     | Florindo Rossi Mori         |
|    | Italia (bandiera) | D     | Amerigo Rotoni              |
|    | Italia (bandiera) | C     | Celestino Boragine          |
|    | Italia (bandiera) | C     | Claudio Cosimi              |

| N. |                   | Ruolo | Calciatore                  |
| -- | ----------------- | ----- | --------------------------- |
|    | Italia (bandiera) | C     | Fiorillo Amadeo Manunta     |
|    | Italia (bandiera) | C     | Armando Picciafuoco         |
|    | Italia (bandiera) | C     | Bruno Pinna (vice capitano) |
|    | Italia (bandiera) | C     | Sergio Politti              |
|    | Italia (bandiera) | A     | Pier Angelo Basili          |
|    | Italia (bandiera) | A     | Enzo Grossi                 |
|    | Italia (bandiera) | A     | Guerrino Pellizzari         |
|    | Italia (bandiera) | A     | Pier Luigi Toniutto         |
|    | Italia (bandiera) | A     | Paolo Trovò                 |
|    | Italia (bandiera) |       | Bonetti                     |